# همیشه (فیلم ۱۹۹۷)
همیشه (به هندی: Hameshaa) فیلمی محصول سال ۱۹۹۷ و به کارگردانی سانجی گوپتا است. در این فیلم بازیگرانی همچون آدیتای پانچولی، سیف علی خان، کاجول، لاکسیمیکانت برد، آریونا ایرانی، قادرخان ایفای نقش کرده‌اند.